# Moody Barn
Koordinaten: 45° 18′ 7″ N, 92° 52′ 14″ W

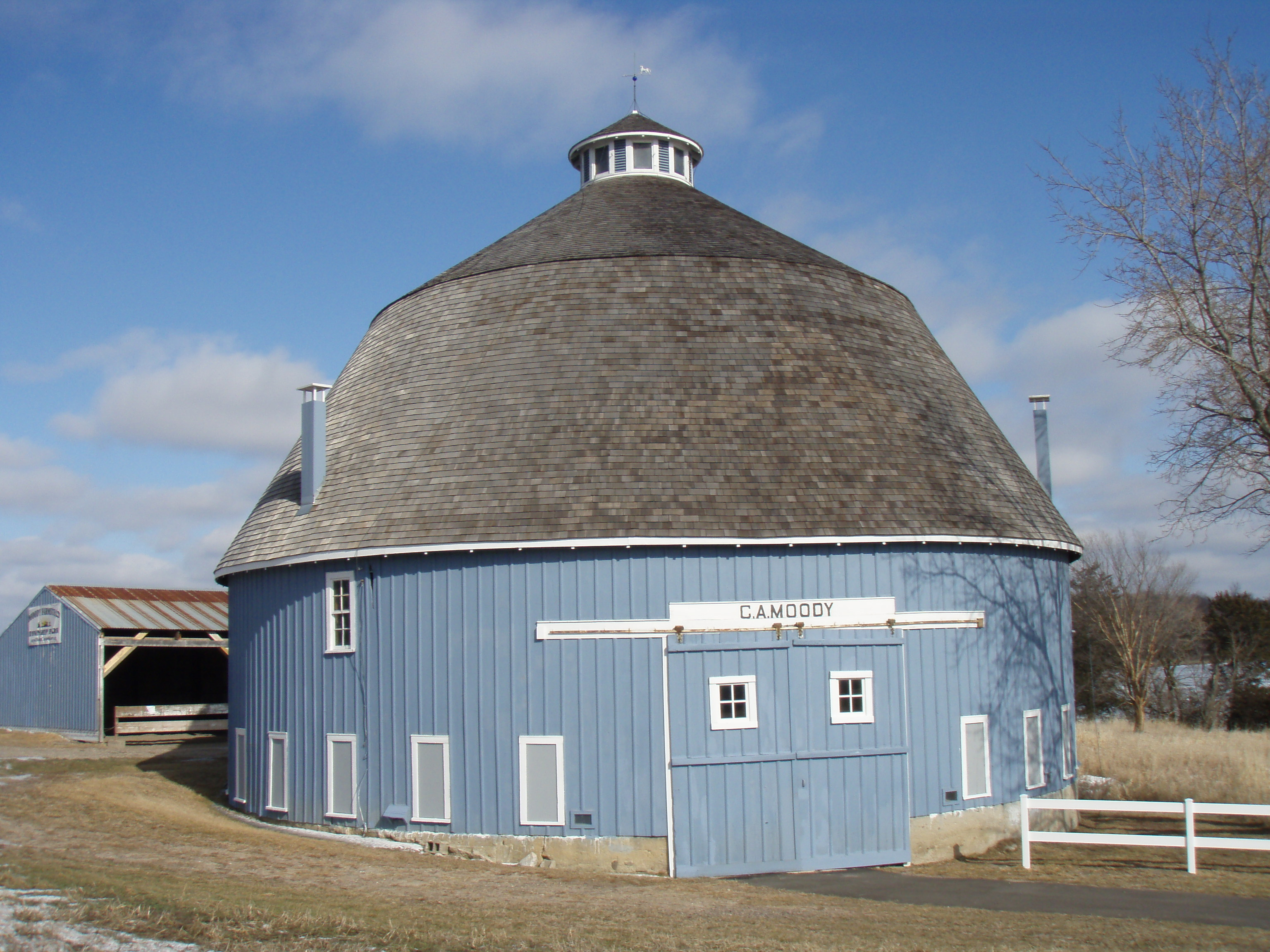
Moody Barn, eine Rundscheune im Osten Minnesotas

Der Moody Barn ist eine Rundscheune in der Chisago Lake Township im Chisago County, Minnesota. Die dazugehörige Farm wurde 1871 von den schwedischen Auswanderern Elof und Eva Modig nach dem Homestead Act begründet. Das Ehepaar zog fünf Kinder auf der Farm groß und baute Weizen an, was in den 1870er Jahren nicht ungewöhnlich war. In den 1890er Jahren begann die Landwirtschaft Minnesotas sich mehr zu diversifizieren. Die Produktion von Milch und Käse wurde häufiger und die Erzeugnisse wurden durch kooperative Molkereibetriebe vertrieben. 1915 entschied sich einer der Söhne, Charles Moody, zum Bau einer modernen Rundscheune.
Die Scheune hat einen Durchmesser von 56 Fuß (rund 17 m) und etwa dieselbe Höhe. Im Innern ist ein 42 Fuß (rund 13 m) hohes Silo untergebracht. Außerdem befindet sich im Erdgeschoss ein Stall für Milchkühe und deren Kälber und im Stockwerk darüber ein Boden zum Aufbewahren von Heu. Statt des traditionellen Anstrichs in Rot und Weiß wurde die Scheune in blaugrauer Farbe gestrichen. Die Baukosten betrugen 3200 US-Dollar (in heutigen Preisen rund 89.000 US-Dollar), wobei die sieben beim Bau beteiligten Männer jeweils einen Dollar pro Tag plus Mahlzeiten bekamen.
Im Jahr 2004 wurde die Scheune von der westlichen Seite der Straße auf die Ostseite verlegt. Das Bauwerk gehört heute der Chisago County Historical Society. Es wurde neu gestrichen und verschindelt. Die Rundscheune steht heute in einem rund zehn Hektar großen Park.

## Belege
1. 1 2 3  Historical Sites – Moody Barn. Chisago County Historical Society, archiviert vom Original am 9. Juli 2011; abgerufen am 3. Mai 2011.  Info: Der Archivlink wurde automatisch eingesetzt und noch nicht geprüft. Bitte prüfe Original- und Archivlink gemäß Anleitung und entferne dann diesen Hinweis.